# إيملي مارتن
إيملي مارتن (بالإنجليزية: Emily Martin)‏ هي عالمة الإنسان أمريكية، ولدت في 7 نوفمبر 1944 في برمنغهام في الولايات المتحدة.